# Cedi ghanese
Il cedi ghanese è la valuta del Ghana, Africa. Un cedi è diviso in 100 pesewas.

## Storia[1]
Prima dell'indipendenza l'emissione di valuta in Ghana era responsabilità del West African Currency Board (WACB), il quale emetteva sterline, scellini e penny dell'Africa Occidentale fino al luglio 1958.
Con l'indipendenza la nuova autorità monetaria, la Bank of Ghana, cominciò ad emettere valuta in forma di sterline, scellini e penny ghanesi dal 14 luglio 1958, rimpiazzando l'autorità del WACB.
Il cedi (¢) arrivò con la seconda emissione di valuta, nel 1965, quando il Ghana decise di abbandonare il sistema monetario coloniale inglese ed adottare il sistema decimale. Cedi (banconote) e pesewa (monete), furono introdotti il 19 luglio 1965 per rimpiazzare le precedenti sterline, scellini e penny. Il tasso di cambio era 1 cedi = 8 scellini e 4 penny (8s 4d).
Il nome "cedi" deriva dalla parola "sedie", che significa conchiglia di ciprea, molto usata come moneta in Ghana alla fine dell'800. 
Dopo la deposizione del governo del CPP, nel 1967 il governo militare decise di rimpiazzare la valuta con una nuova, chiamata nuovo cedi. Il nuovo cedi (N¢) fu introdotto il 17 febbraio 1967 con un tasso di cambio ¢ 1.20 = N¢ 1.00. Le banconote N¢ rimasero in circolazione fino al marzo 1973, quando la valuta divenne nota semplicemente come cedi.
Il terzo cedi (Ghana cedi) è stato introdotto nel 2007, a causa dell'inflazione.

## Monete
Le monete attualmente usate (2020) sono: 5, 10, 20, 50 pesewa e 1 cedi.

## Banconote
La nuova valuta introdotta il 1 luglio 2007 è denominata Ghana Cedi (GH₵) ed un'unità è pari a 10.000 vecchi cedi. Inizialmente i tagli erano 1, 5, 10, 20, 50 cedi, successivamente, il 14 maggio 2010 una nuova banconota da GH₵ 2 è stata introdotta, allo scopo di soddisfare il bisogno pubblico di una valuta intermedia e ridurre la frequenza e il costo associato alla stampa di grandi volumi della banconota da 1 cedi. L'introduzione del nuovo taglio coincide con la conclusione delle celebrazioni del centenario della nascita del Dr. Kwame Nkrumah, primo presidente del Ghana.
Due nuovi tagli da GH₵ 100 e GH₵ 200 sono stati introdotti il 29 novembre 2019.
Le banconote attualmente prodotte (2020) sono dunque GH₵ 1, 2, 5, 10, 20, 50, 100, 200.